# Ectropis loxoschema
Ectropis loxoschema är en fjärilsart som beskrevs av Turner 1947. Ectropis loxoschema ingår i släktet Ectropis och familjen mätare. Inga underarter finns listade i Catalogue of Life.